# Лешутинская Гора
Лешутинская Гора — деревня в Чагодощенском районе Вологодской области.
Входит в состав Белокрестского сельского поселения, с точки зрения административно-территориального деления — в Белокрестский сельсовет.
Расстояние по автодороге до районного центра Чагоды — 15 км, до центра муниципального образования села Белые Кресты — 8 км. Ближайшие населённые пункты — Залужье, Лешутино, Марьино.
По переписи 2002 года население — 31 человек (15 мужчин, 16 женщин). Всё население — русские.
На 2019 год кол-во людей населения составляет 8 человек (5 женщин, 3 мужчин). 